# Sanjarbek Jumashev
Sanjarbek Jumashev (ur. 13 września 1987) – uzbecki zapaśnik walczący w stylu klasycznym. Piąty na igrzyskach Azjatyckich w 2010. Brązowy medal na mistrzostwach Azji w 2010 roku.